# ماه عسل (ترانه لانا دل ری)
«ماه عسل» (به انگلیسی: Honeymoon) ترانه‌ای از خواننده و ترانه‌نویس اهل ایالات متحده آمریکا لانا دل ری است. این ترانه در ۱۴ ژوئیه ۲۰۱۵ در حساب رسمی دل ری در یوتیوب بارگذاری شد.